# Défilé du Jour de la Victoire 2022

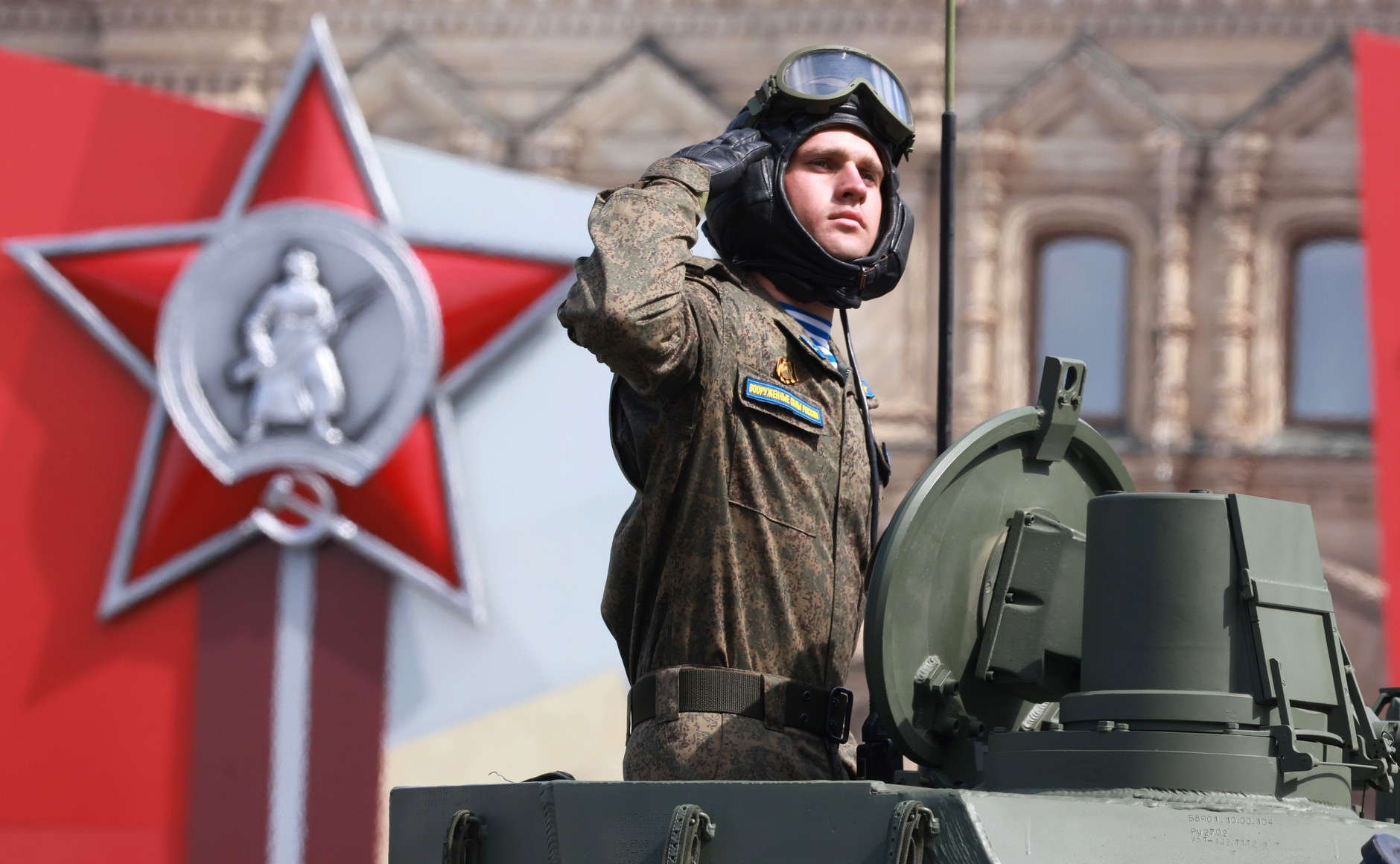
Un commandant de char saluant lors du défilé de 2022 sur la place Rouge, à Moscou.

Le défilé militaire du Jour de la Victoire de 2022 qui a eu lieu le 9 mai 2022 sur la place Rouge, à Moscou, en Russie, célèbre le 77e anniversaire de la fin de la Seconde Guerre mondiale en Europe, la Grande Guerre patriotique pour les Russes et leur victoire sur le Troisième Reich.

## Contexte
Le défilé s'est déroulé sur fond d'actions militaires russes contre l'Ukraine. Le défilé n'a pas été diffusé sur certaines plateformes en dehors de la Russie en raison des boycotts des médias sociaux et des sanctions en réponse à l'invasion russe,. En Russie, des slogans anti-guerre sont apparus sur la télévision par satellite russe ainsi que sur Lenta.ru, un site d'informations pro-gouvernemental, le Jour de la Victoire,.
Selon l'agence de presse publique russe TASS, un certain nombre d'émissaires étrangers du Moyen-Orient et d'Afrique ont assisté à la cérémonie. Rodion Miroshnik, l'ambassadeur en Russie de la république populaire de Lougansk (une région dissidente pro-russe de la région du Donbass en Ukraine), s'est adressé à la foule sur la Place Rouge.
Il y avait des attentes ou des spéculations selon lesquelles Vladimir Poutine allait lancer une mobilisation de masse en Ukraine ou même aggraver la guerre. Cependant, il n'y a pas eu de mobilisation de masse ni d'escalade tout au long de la journée.

### Discours de Poutine

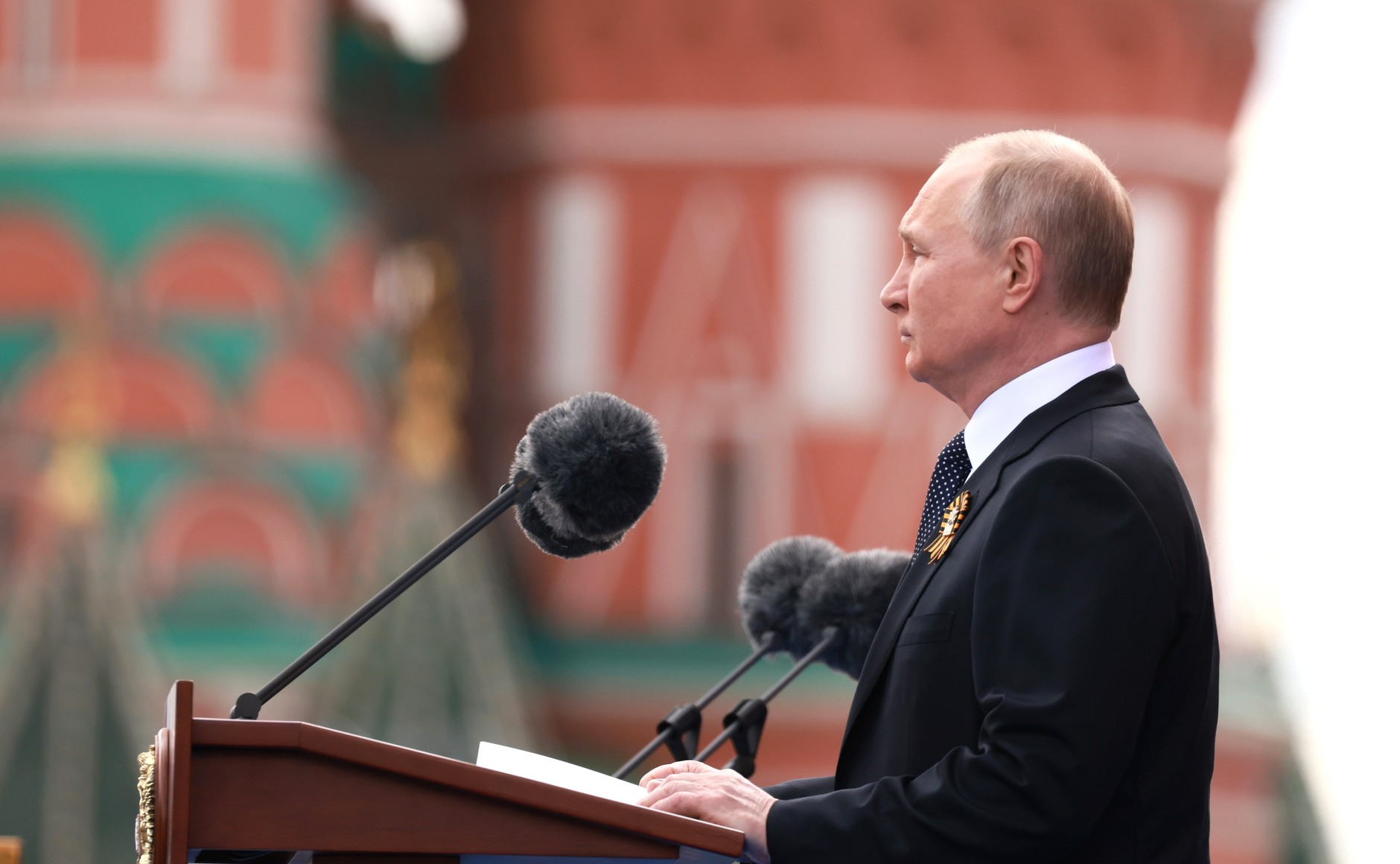
Le président russe Vladimir Poutine s'exprimant lors du défilé.

Le président russe Vladimir Poutine a prononcé un discours lors du défilé. Le discours n'a donné aucun détail concernant l'invasion russe et n'a pas fait référence à l'Ukraine par son nom dans son discours. Poutine a condamné le gouvernement ukrainien, l'Occident et l'OTAN, blâmant leurs prétendues actions agressives pour l'invasion de la Russie et affirmant que l'OTAN et l'Occident utilisent l'Ukraine comme mandataire pour attaquer la Russie. Il a également établi des parallèles entre le gouvernement ukrainien actuel et celui de l'Allemagne nazie,,,, faisant l'éloge de l'armée russe, affirmant que les troupes actuelles « se battent pour la patrie, pour son avenir et pour que personne oublie les leçons de la Seconde Guerre mondiale ».